# 刀币

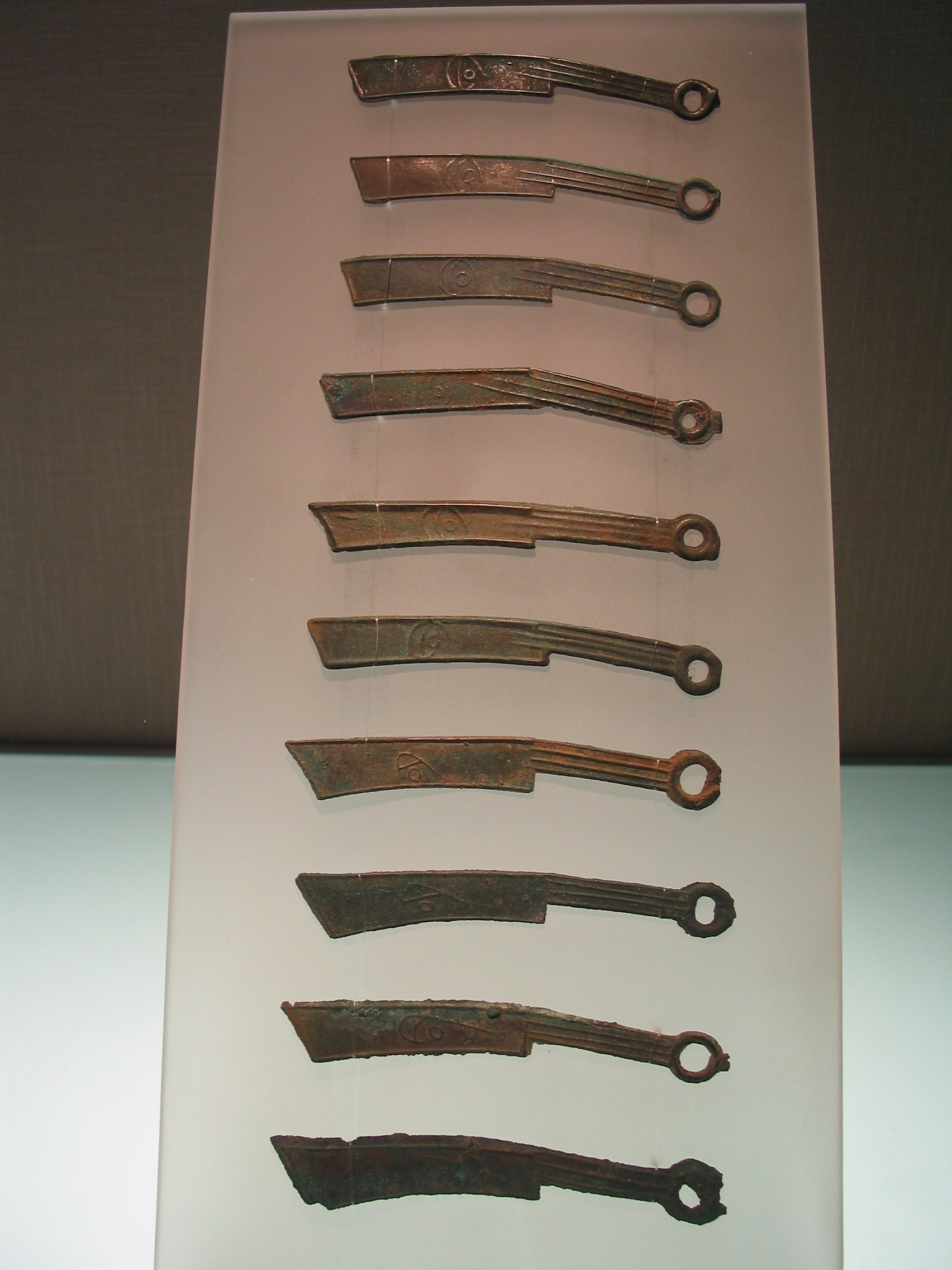
燕国刀币

刀币，又稱刀錢，是一种中国古代的貨幣名。可能是由古代戎狄生产工具的刀演变而成。戰國時期刀币已流通於齐、燕、赵等国。

## 簡介
刀币最早起源於春秋时期齊國，由刀首、刀身、刀柄和刀環四個部分組成，齊刀幣含銅量達到了百分之七十以上，製程精美，是刀币的代表作。
种类很多，有齐刀、即墨刀、安阳刀、针首刀、尖首刀、圆首刀、燕召刀和明刀等。上面铸有金文（大篆）文字，有“齐法化”、“齐之法化”、 “安阳之法化”、“节墨之法化”、“簟邦法化”、“齐建（造）邦长法化”等字，因文字數不同又有“三字刀”、“四字刀”和“六字刀”之稱。六字刀可能是当时的纪念币，一說姜太公封齊地時，鑄此幣以示造邦或建邦，另說齐桓公稱霸後，铸此幣以纪念之。
秦始皇统一中国后，统一币制，废贝、刀、布等币。以黃金為上幣，限于帝王賞賜；以銅錢為下幣，用於民間交易。往後銅錢在中國使用了兩千多年。
居攝二年，王莽託古改制，所铸造的钱币中有金错刀，身形如刀，環扣圓錢，圓錢以黃金鑲嵌“一刀”兩字，刀身鑄有“平五千”三個字。結果民心大亂，加劇了新朝的滅亡。
1918年，山東省榮成市石島鎮車腳河村北出土大批古刀幣。1930年，山東省平陵故城西南出土一枚刀幣殘頭，上有“莒邦”二字，称为谭邦刀。1971年韓家胡同居民院挖防空洞時出土“匽字刀幣”，約是戰國晚期燕國及其附近流通的一種貨幣。